# Jeff Ward
Jeff Ward (Glasgow (Schotland), 22 juni 1961) is een Brits - Amerikaans voormalig motorcrosser en autocoureur.

## Carrière
Ward was de eerste motorcrosser die alle reeksen van de American Motorcyclist Association won. Hij won 56 races en zeven kampioenschappen. Hij reed zijn ganse motorcrosscarrière voor Kawasaki en won zevenmaal de Motorcross der Naties met de Amerikaanse ploeg. In 1997 stapte hij over naar de autosport en ging racen in de Indy Racing League. Hij werd derde tijdens zijn eerste deelname aan de Indianapolis 500 dat jaar, in 1999 werd hij tweede en in 2000 vierde, maar won de belangrijkste race uit het kampioenschap nooit. Zijn enige overwinning kwam er in 2002 op de Texas Motor Speedway. Hij reed in zijn carrière 61 races, stond twee keer op poleposition and finishte acht keer op het podium, inclusief zijn overwinning van 2002. Na zijn autosportcarrière ging hij opnieuw aan de slag als motorcrosser. In 2006 won hij zijn zevende AMA titel op 45-jarige leeftijd. In 2016 heeft Jeff ward deelgenomen aan het volledige Redbull GRC kampioenschap.

## Palmares

#### Motorcross
- 1983: Winnaar Motorcross der Naties
- 1984: AMA Nationals kampioen 125cc
- 1984: Winnaar Motorcross der Naties
- 1985: AMA SX kampioen 250cc
- 1985: AMA Nationals kampioen 250cc
- 1985: Winnaar Motorcross der Naties
- 1987: AMA SX kampioen 250cc
- 1987: Winnaar Motorcross der Naties
- 1988: AMA Nationals kampioen 250cc
- 1988: Winnaar Motorcross der Naties
- 1989: AMA Nationals kampioen 500cc
- 1989: Winnaar Motorcross der Naties
- 1990: AMA Nationals kampioen 500cc
- 1990: Winnaar Motorcross der Naties

#### Indycar
Indy Racing League resultaten (aantal gereden races, aantal maal in de top 5 van een race, eindpositie kampioenschap en punten)
| Jaar    | Races | 1ste | 2de | 3de | 4de | 5de | Rang | Ptn |
| ------- | ----- | ---- | --- | --- | --- | --- | ---- | --- |
| 1996-97 | 3     | -    | -   | 1   | -   | -   | 30   | 69  |
| 1998    | 11    | -    | 2   | 1   | -   | 1   | 6    | 252 |
| 1999    | 10    | -    | 2   | 1   | -   | -   | 11   | 206 |
| 2000    | 9     | -    | -   | -   | 1   | -   | 11   | 176 |
| 2001    | 12    | -    | -   | 1   | 1   | 1   | 11   | 238 |
| 2002    | 15    | 1    | -   | -   | 1   | -   | 11   | 268 |
| 2005    | 1     | -    | -   | -   | -   | -   | 35   | 10  |

#### Indianapolis 500
| Jaar | Chassis | Motor         | Start             | Finish            | Team         |
| ---- | ------- | ------------- | ----------------- | ----------------- | ------------ |
| 1995 | Lola    | Ford-Cosworth | Geen kwalificatie | Geen kwalificatie | Arizona      |
| 1997 | G-Force | Oldsmobile    | 7                 | 3                 | Cheever      |
| 1998 | G-Force | Oldsmobile    | 27                | 13                | Team Tabasco |
| 1999 | Dallara | Oldsmobile    | 14                | 2                 | Pagan        |
| 2000 | G-Force | Oldsmobile    | 6                 | 4                 | Foyt         |
| 2001 | G-Force | Oldsmobile    | 8                 | 24                | Heritage     |
| 2002 | G-Force | Chevrolet     | 15                | 9                 | Ganassi      |
| 2005 | Dallara | Toyota        | 31                | 27                | Vision       |